# Värnamo kommun
Värnamo kommun är en kommun i Jönköpings län. Centralort är Värnamo. 
Kommunen är belägen på sydvästra delen av Sydsvenska höglandet och området är rikt på moss- och myrmarker. Värnamo kommun tillhör Finnvedens utpräglade småindustribygd där omkring en fjärdedel av de förvärvsarbetande invånarna var sysselsatta inom tillverkningsindustrin som i huvudsak består av små företag. 
Sedan kommunen bildades 1971 har befolkningstrenden varit positiv. Borgerliga koalitioner har styrt kommunen sedan 1990-talet och kommunstyrelsens ordförande hade fram till 2025 alltid tillhört Centerpartiet eller Moderaterna.

## Administrativ historik
Kommunens område motsvarar socknarna: Bolmsö socken (mindre del), Bredaryd, Dannäs, Forsheda, Fryele, Gällaryd, Hånger, Kulltorp, Kärda, Nydala, Rydaholm, Torskinge, Tånnö, Voxtorp och Värnamo. I dessa socknar bildades vid kommunreformen 1862 landskommuner med motsvarande namn. 
Värnamo köping bildades 1871 genom en utbrytning ur Värnamo landskommun och ombildades till Värnamo stad 1920. Landskommunen införlivades sedan i staden 1947.  
Vid Kommunreformen 1952 bildades ett antal storkommuner i området: Bor (av de tidigare kommunerna Gällaryd, Tånnö och Voxtorp), Forsheda (av Forsheda, Dannäs, Hånger, Kärda, Torskinge och Tannåker), Klevshult (av Fryele, Hagshult, Tofteryd och Åker) samt Vrigstad (av Nydala, Hylletofta, Svenarum och Vrigstad). Samtidigt tillfördes Bredaryds landskommun en del av Kulltorps landskommun (vars huvuddel fördes till Gnosjö landskommun) medan Rydaholms landskommun samt Värnamo stad förblev oförändrade.
Värnamo kommun bildades vid kommunreformen 1971 av Värnamo stad, Bors, Bredaryds och Rydaholms landskommuner samt delar ur Forsheda landskommun (Dannäs, Hånger, Kärda och Torskinge), en del ur Klevshults landskommun (Fryele), en del ur Vrigstads landskommun (Nydala) samt en mindre del av Unnaryds landskommun (en del av Bolmsö socken).
Kommunen ingick från bildandet till 2005 i Värnamo domsaga och kommunen ingår sedan 2005 i Jönköpings domsaga. 

## Geografi
Värnamo gränsar i norr till kommunerna Gnosjö och Vaggeryd, i väster till Gislaved och i öster till Sävsjö; samtliga tillhörande samma län som Värnamo. I söder gränsar Värnamo till kommunerna Ljungby och Alvesta som båda tillhör Kronobergs län.

### Topografi och hydrografi
Kommunen är belägen på sydvästra delen av  Sydsvenska höglandet. Gnejs utgör huvudsakligen berggrunden i kommunens västra del medan granit huvudsakligen utgör dess östra del. Kommunens högre belägna områden domineras av morän beväxt med skog. Sandiga isälvsavlagringar, då ofta I form av rullstensåsar, återfinns i dalgångarna. Flest sjöar, exempelvis Bolmen och Vidöstern, återfinns i södra delen av kommunen. Vattendraget Lagan flyter genom Vidöstern. Det finns gott om moss- och myrmarker, vilket också märks i nationalparken i nordvästra delen av kommunen.

### Naturskydd
Store Mosse nationalpark som består av det största sammanhängande myrområdet i Sydsverige finns i kommunen. Nationalparken består till största delen av högmosse, skog –främst tallmoskog och sumpskog– samt kärr.
Dessutom fanns 2024 18 naturreservat i kommunen varav 17 förvaltades av Länsstyrelsen i Jönköpings län. I anslutning till nationalparken ligger reservaten Brokullen och Långö Mosse vilka tillsammans med nationalparken bildar skyddade områden om 8 000 hektar.

### Administrativ indelning
Fram till 2016 var kommunen för befolkningsrapportering indelad i nio församlingar – Bredaryds, Forshedabygdens, Gällaryds, Kulltorps (inkluderade även ett område i Gnosjö kommun), Nydala-Fryele, Rydaholms, Tånnö, Voxtorps och Värnamo.

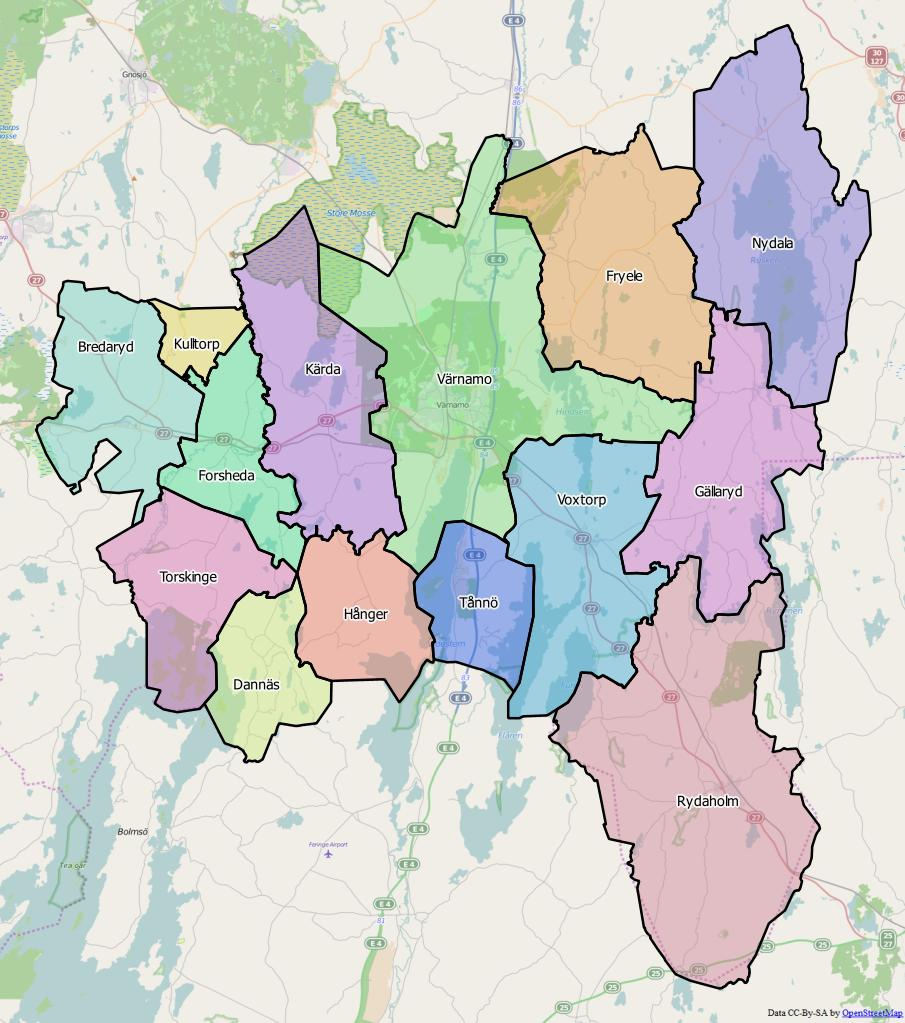
Distrikt inom Värnamo kommun

Från 2016 indelas kommunen istället i 14 distrikt

- Bredaryd
- Dannäs
- Forsheda
- Fryele
- Gällaryd
- Hånger
- Kulltorp (del av)
- Kärda
- Nydala
- Rydaholm
- Torskinge
- Tånnö
- Voxtorp
- Värnamo

### Tätorter
Det finns 11 tätorter i Värnamo kommun.
I tabellen presenteras tätorterna i storleksordning per den 31 december 2015. Centralorten är i fet stil.
| Nr | Tätort   | Befolkning |
| -- | -------- | ---------- |
| 1  | Värnamo  | 19 061     |
| 2  | Rydaholm | 1 587      |
| 3  | Bredaryd | 1 549      |
| 4  | Forsheda | 1 510      |
| 5  | Bor      | 1 263      |
| 6  | Horda    | 363        |
| 7  | Lanna    | 330        |
| 8  | Kärda    | 315        |
| 9  | Hånger   | 333        |
| 10 | Åminne   | 222        |
| 11 | Tånnö    | 200        |

En mindre del av Lanna ligger i Gnosjö kommun.

## Styre och politik

### Styre
| 1991-1994 | C | M | KD |    |
| 1994-1998 | C | M | KD |    |
| 1998-2002 | C | M | KD |    |
| 2002-2006 | C | M | KD | FP |
| 2006-2010 | C | M | KD | FP |
| 2010-2014 | C | M | KD | FP |
| 2014-2018 | C | M | KD | L  |
| 2018-2022 | C | M | KD | L  |
| 2022-     | M | C | KD | L  |

### Kommunfullmäktige

#### Presidium
| Presidium 2022–2026    | Presidium 2022–2026 | Presidium 2022–2026 |
| ---------------------- | ------------------- | ------------------- |
| Ordförande             | C                   | Stefan Widerberg    |
| Förste vice ordförande | M                   | Carina Källman      |
| Andre vice ordförande  | S                   | Peter Njekwa Ryberg |

Källa:

#### Lista över kommunfullmäktiges ordförande
| Namn | Namn                        | Tillträdde | Avgick     |
| ---- | --------------------------- | ---------- | ---------- |
|      | Kaj Strandberg (M)          | 1971       | 1991       |
|      | Bo Zaar (M)                 | 1991       | 2006       |
|      | Christer Fjordevik (KD)     | 2006       | 2018       |
|      | Pär Persson (S)             | 2018-11-30 | 2018-12-12 |
|      | Camilla Rinaldo Miller (KD) | 2018-12-12 | 2022-10-27 |
|      | Stefan Widerberg (C)        | 2022-10-27 |            |

#### Mandatfördelning 1970–2022
|  | 17 | 14 | 7 | 3 | 7 |

| 45 |

| 2 | 16 | 15 | 5 | 4 | 7 |

| 44 |

| 2 | 16 | 15 | 5 | 4 | 7 |

| 41 | 8 |

| 2 | 16 |  | 12 | 5 | 4 | 9 |

| 38 | 11 |

|  | 18 |  |  | 10 | 3 | 5 | 10 |

| 38 | 11 |

|  | 18 | 2 |  | 8 | 5 | 4 | 10 |

| 37 | 12 |

|  | 17 | 2 |  | 9 | 5 | 5 | 9 |

| 35 | 14 |

| 17 |  |  |  | 9 | 5 | 7 | 10 |

| 38 | 13 |

| 19 | 3 |  | 10 | 3 | 5 | 10 |

| 31 | 20 |

|  | 16 |  |  | 12 |  | 8 | 10 |

| 28 | 23 |

|  | 18 |  | 14 | 3 | 7 | 7 |

| 29 | 22 |

|  | 19 |  | 10 |  | 7 | 10 |

| 30 | 21 |

|  | 17 |  | 3 | 11 |  | 6 | 10 |

| 27 | 24 |

|  | 18 | 3 | 6 | 8 |  | 6 | 8 |

| 31 | 20 |

|  | 15 |  | 8 | 10 |  | 5 | 8 |

| 27 | 24 |

|  | 14 | 9 | 8 |  | 5 | 11 |

| 30 | 21 |

### Nämnder

#### Kommunstyrelse
| Presidium 2023–2026    | Presidium 2023–2026 | Presidium 2023–2026 |
| ---------------------- | ------------------- | ------------------- |
| Ordförande             | M                   | Tobias Pettersson   |
| Förste vice ordförande | Ob.                 | Mikael Karlsson     |
| Andre vice ordförande  | S                   | Anetté Myrvold      |

Källa:

#### Lista över kommunstyrelsens ordförande
| Namn | Namn                 | Från | Till | Politisk tillhörighet |
| ---- | -------------------- | ---- | ---- | --------------------- |
|      | Helmer Karlsson      | 1971 | 1979 | Centerpartiet         |
|      | Stig Fransson        | 1980 | 1994 | Centerpartiet         |
|      | Torbjörn Egerhag     | 1995 | 2002 | Centerpartiet         |
|      | Maria Leifland       | 2002 | 2009 | Centerpartiet         |
|      | Hans-Göran Johansson | 2009 | 2021 | Centerpartiet         |
|      | Mikael Karlsson      | 2021 | 2022 | Centerpartiet         |
|      | Tobias Pettersson    | 2023 |      | Moderaterna           |

Källa: 

#### Övriga nämnder
| Nämnder                      | Ordförande | Ordförande             | Vice ordförande | Vice ordförande   | Andre vice ordförande | Andre vice ordförande |
| ---------------------------- | ---------- | ---------------------- | --------------- | ----------------- | --------------------- | --------------------- |
| Barn- och utbildningsnämnden | Ob.        | Maria Johansson        | M               | Kaj Larsson       | S                     | Ardita Berisha Cani   |
| Kulturnämnden                | C          | Raymond Pettersson     | KD              | Marianne Olsson   | S                     | Senada Besic          |
| Medborgarnämnden             | KD         | Arnold Carlzon         | M               | Per Bursell       | S                     | Vivi-Ann Roos         |
| Samhällsbyggnadsnämnden      | C          | Göran Pettersson       | KD              | Ibrahim Candemir  | S                     | Jörgen Ståhl          |
| Omsorgsnämnden               | M          | Filip Wihrén Andersson | KD              | Margareta Lindahl | S                     | Åke Wilhelmsson       |
| Servicenämnden               | M          | Michael Andersson      | C               | Haris Sibonjic    | S                     | Anders Jansson        |
| Teknik- och fritidsnämnden   | M          | Gottlieb Granberg      | KD              | Stig Claesson     | S                     | Bo Svedberg           |
| Valnämnden                   | L          | Birgitta Petersson     | M               | Maria Nyström     | S                     | Lars-Göran Thur       |
| Näringsutskottet             | C          | Mikael Karlsson        | KD              | Håkan Johansson   | S                     | Anetté Myrvold        |

## Ekonomi och infrastruktur

### Näringsliv
Värnamo kommun tillhör Finnvedens utpräglade småindustribygd där omkring en fjärdedel av de förvärvsarbetande invånare var sysselsatta inom tillverkningsindustrin i början av 2020-talet. Karaktäristiskt var de många små företagen inom de olika industrierna, vilka sysslar med metallbearbetning, maskintillverkning, plast- och gummiproduktion, träförädling och möbeltillverkning. Bland de större företagen märktes Trelleborg Sealings Profile AB, DS Smith Packaging Sweden AB och 3M Svenska AB. Antalet sysselsatta inom servicesektorn, både offentliga och privata, har över tid ökat liksom inom handel och samfärdsel. De största arbetsgivarna var kommunen samt regionen genom bland annat Värnamo sjukhus.

### Infrastruktur

#### Transporter
Europaväg 4 genomkorsar kommunen från söder till norr och passerar sjön Vidöstern. Genom kommunen går också riksväg 27 liksom länsvägarna 127, 151, 152 och 153. Järnvägarna Halmstad–Nässjö och Kust till kust-banan passerar också genom kommunen. Hagshults flygbas finns i norra delen av kommunen.

#### Utbildning och forskning
År 2022 fanns 19 grundskolor och en grundsärskola, geografiskt spridda i kommunen. Samtidigt fanns en gymnasieskola, Finnvedens gymnasium. På Campus Värnamo bedrevs utbildning på  universitetsnivå genom Jönköpings universitet. Sedan 2019 är Campus Värnamo strategisk partner till universitetet och dess forsknings- och utbildningsmiljö – SPARK.

#### Sjukvård
I kommunen finns Värnamo sjukhus, ett av Sveriges största länsdelssjukhus, med ett upptagningsområde som i början av 2020-talet inkluderade 85 000 personer i kommunerna Gislaved, Gnosjö, Vaggeryd och Värnamo. Sjukhuset drevs av Region Jönköpings län.  Regionen beskrev 2017 att här bedrev "specialiserad vård – planerad såväl som akut – för sjukdomar och skador som inte kan utredas eller behandlas på vårdcentralerna" samt att det fanns flera "nyrenoverade vårdavdelningar". Som exempel kan nämnas att White Arkitenter utformat flera av dessa.

## Befolkning

### Demografi

#### Befolkningsutveckling
Kommunen har 34 502 invånare (31 mars 2025), vilket placerar den på 77:e plats avseende folkmängd bland Sveriges kommuner.
| Befolkningsutvecklingen i Värnamo kommun 1970–2020 | Befolkningsutvecklingen i Värnamo kommun 1970–2020 | Befolkningsutvecklingen i Värnamo kommun 1970–2020 | Befolkningsutvecklingen i Värnamo kommun 1970–2020 | Befolkningsutvecklingen i Värnamo kommun 1970–2020 |
| -------------------------------------------------- | -------------------------------------------------- | -------------------------------------------------- | -------------------------------------------------- | -------------------------------------------------- |
|                                                    |                                                    |                                                    |                                                    |                                                    |
| År                                                 |                                                    |                                                    | Folkmängd                                          |                                                    |
| 1970                                               | 1970                                               |                                                    | 29 361                                             |                                                    |
| 1975                                               | 1975                                               |                                                    | 30 072                                             |                                                    |
| 1980                                               | 1980                                               |                                                    | 30 342                                             |                                                    |
| 1985                                               | 1985                                               |                                                    | 30 668                                             |                                                    |
| 1990                                               | 1990                                               |                                                    | 31 315                                             |                                                    |
| 1995                                               | 1995                                               |                                                    | 31 582                                             |                                                    |
| 2000                                               | 2000                                               |                                                    | 32 256                                             |                                                    |
| 2005                                               | 2005                                               |                                                    | 32 700                                             |                                                    |
| 2010                                               | 2010                                               |                                                    | 32 833                                             |                                                    |
| 2015                                               | 2015                                               |                                                    | 33 473                                             |                                                    |
| 2020                                               | 2020                                               |                                                    | 34 530                                             |                                                    |

## Kultur

### Kulturarv
Kommunen har nära kopplingar till industrin och industrins utveckling ses som en viktig del av kommunens kulturarv. Därför har kulturmiljövården under flera decennier fokuserat på att uppmärksamma och utveckla det industriella kulturarvet. Som exempel kan nämnas att det finns fyra platser i kommunen som är registrerade i fornminnesregistret kopplade till med hammare eller smedjor. Dessa är Ohs bruk, Åminne gamla bruk, Åminne nya bruk och Slättö i före detta Torskinge socken.

### Kommunvapen
Blasonering: En blå bjälkvis stående ström på guldfält.
Vapnet fastställdes av Kungl. Maj:t år 1922 för den nyblivna staden Värnamo. Strömmen syftar på Lagan och guldfärgen skall antyda sanden i flygsandsfälten utanför Värnamo. Efter kommunbildningen registrerades vapnet för Värnamo kommun år 1974. Även Bors landskommun hade ett vapen.

Bors landskommun (1957–70)